# Chhota Chhindwara (Gotegaon)
Chhota Chhindwara (Gotegaon) là một thị xã và là một nagar panchayat của quận Narsimhapur thuộc bang Madhya Pradesh, Ấn Độ.

## Nhân khẩu
Theo điều tra dân số năm 2001 của Ấn Độ, Chhota Chhindwara (Gotegaon) có dân số 23.417 người. Phái nam chiếm 52% tổng số dân và phái nữ chiếm 48%. Chhota Chhindwara (Gotegaon) có tỷ lệ 76% biết đọc biết viết, cao hơn tỷ lệ trung bình toàn quốc là 59,5%: tỷ lệ cho phái nam là 81%, và tỷ lệ cho phái nữ là 70%. Tại Chhota Chhindwara (Gotegaon), 13% dân số nhỏ hơn 6 tuổi.